# Al Perkins (auteur)
Pour les articles homonymes, voir Al Perkins et Perkins.
Al Perkins est un auteur américain, connu pour plusieurs ouvrages de littératures pour enfants,,.
Il a aussi écrit plusieurs des premiers livres des séries Beginner Books et Bright and Early series. Il a participé au scénario du film Le Dragon récalcitrant (1941) et Robin Allan l'identifie comme l'auteur d'une analyse de 161 pages pour Alice au pays des merveilles (1951) datée de septembre 1938.

## Ouvrages
- Hand, Hand, Fingers, Thumb
- The Digging-est Dog
- The Ear Book